# Masakr u Ascq

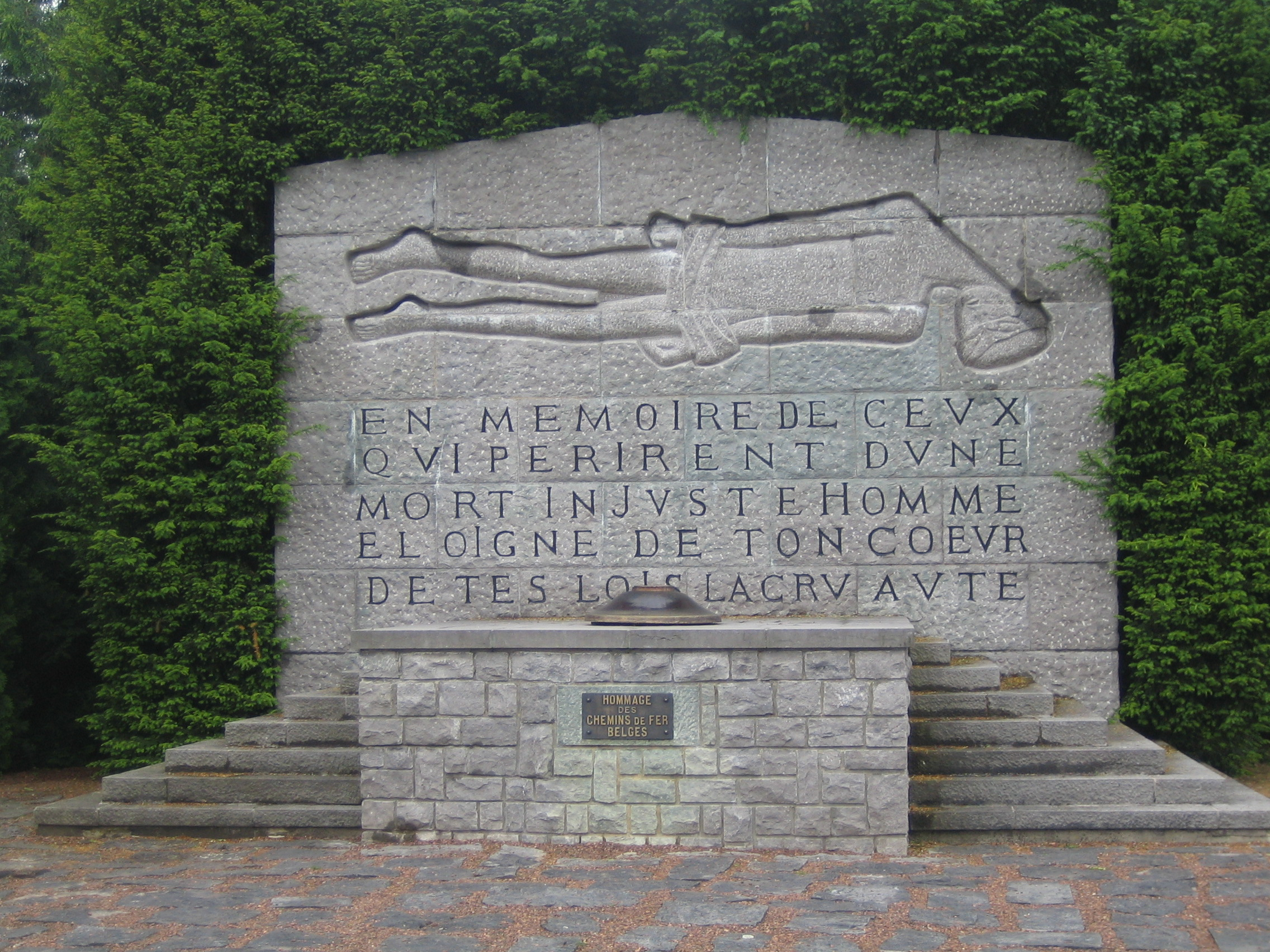
Pomník masakru v Ascq

Masakr u Ascq je masakr spáchaný německými vojáky Waffen SS ve francouzské vesnici Ascq během druhé světové války.
V noci z 1. na 2. dubna 1944 francouzští odbojáři zaútočili nastraženými pumami na vlak s příslušníky dvanácté obrněné divize SS Hitlerjugend ve chvíli, kdy projížděl železniční zastávkou v Ascq. Výbuchy sice vykolejily několik vagónů, avšak nikdo nebyl zraněn. Odvetou němečtí vojáci pod vedením Waltera Haucka nejprve vtrhli do nádražní budovy, kde zastřelili přednostu stanice a dva cestující. Poté pokračovali do samotné vesnice. Vtrhávali do stavení a shromáždili šedesát mužů, které pak na místní louce postříleli. Dalších 26 obyvatel bylo zastřeleno později. Masakr místních obyvatel by zřejmě pokračoval dál, kdyby popravy nebyly na rozkaz velitelství v Lille zastaveny. Tato událost dále prohloubila nepřátelství francouzských obyvatel vůči německé okupaci.